# Nederslingeland

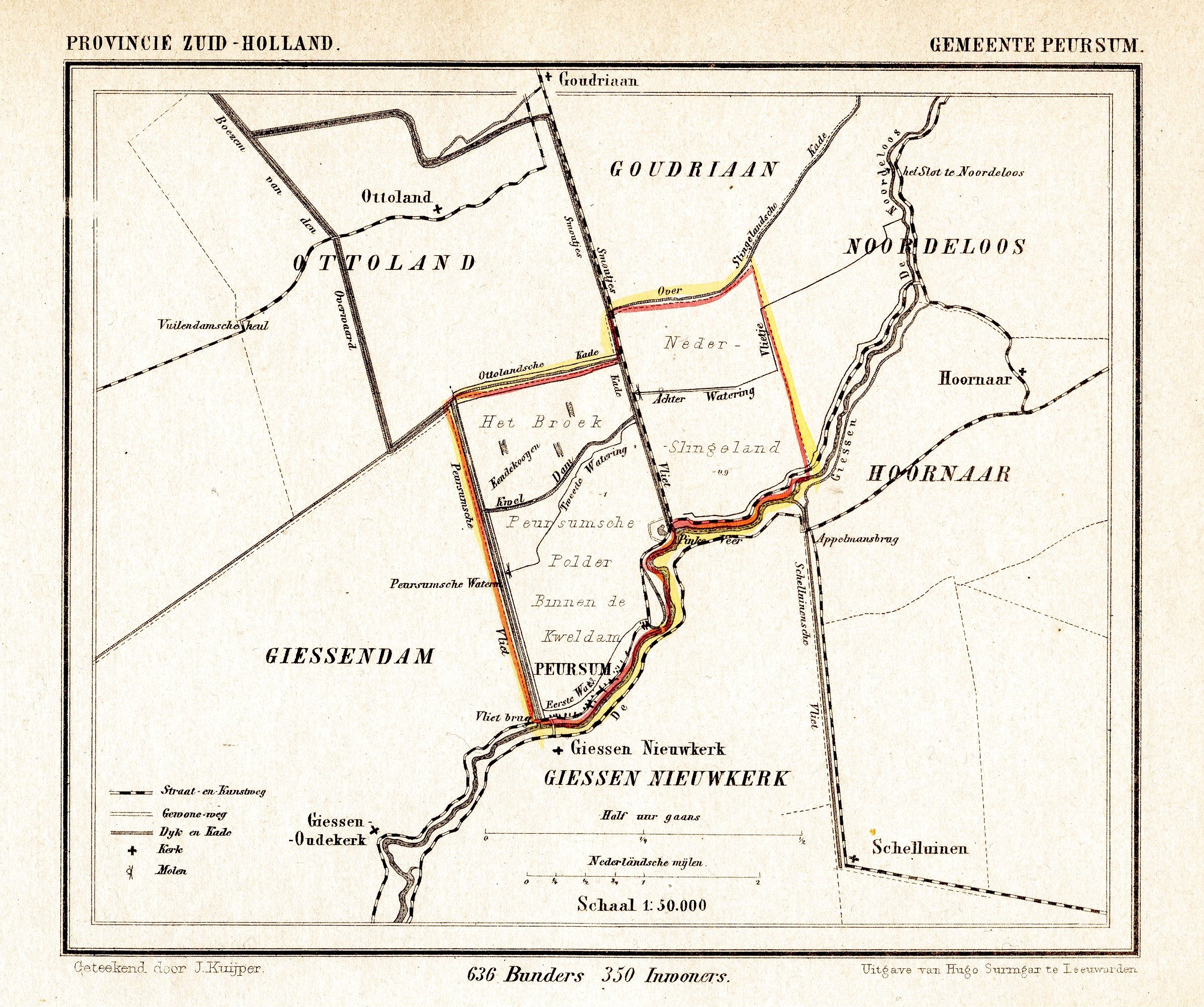
Nederslingeland als deel van de gemeente Peursum, na de annexatie van 1857. Kaart uit ca. 1865-1870.

Wapen van de heerlijkheid

Nederslingeland (archaïsch ook wel Nederslingelandt, soms Neder-Slingeland) is een polder, voormalige gemeente en heerlijkheid in de Nederlandse provincie Zuid-Holland, aan het riviertje de Giessen, op het grondgebied van de gemeente Molenlanden. Het is ook de oude naam van de buurtschap Pinke(n)veer. De voormalige gemeente heeft nauwelijks aaneengesloten bebouwing; een aantal huizen is geconcentreerd in deze buurtschap.
Nederslingeland ligt tussen Overslingeland (stroomopwaarts, ten oosten) en Peursum (stroomafwaarts, ten westen). Van de laatste polder wordt het gescheiden door de Smoutjesvliet en de N216. De weg ten noorden van de Giessen heet plaatselijk de Slingelandseweg.
Nederslingeland was - met een onderbreking van 1812 tot 1 april 1817 toen het deel uitmaakte van de gemeente Noordeloos - tot 19 augustus 1857 een zelfstandige gemeente. Op die datum werd het, vanwege het zeer geringe aantal inwoners, bij Peursum gevoegd. Een eeuw later, in 1957, werd het gebied, met de rest van Peursum, bij de toen nieuw gevormde gemeente Giessenburg gevoegd. Van 1986 tot 2019 viel het onder de gemeente Giessenlanden, die Nederslingeland tot de woonkern Giessenburg rekende.